# Chromosome B

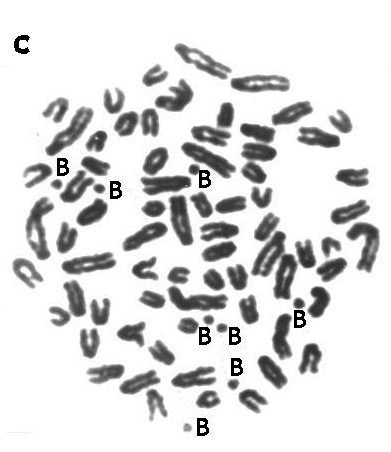
La métaphase du chevreuil de Sibérie se propage avec les chromosomes B

En plus du caryotype normal, les populations sauvages de plusieurs animaux, plantes, champignons et espèces contiennent des chromosomes B (également connus sous le nom surnuméraires, accessoires, dispensables, ou des chromosomes spécifiques de la lignée). Par définition, ces chromosomes ne sont pas essentiels à la vie d'une espèce et font défaut à certains (généralement la plupart) des individus. Ainsi, une population serait composée d'individus avec 0, 1, 2, 3 (etc. ) chromosomes B.  Les chromosomes B sont distincts des chromosomes marqueurs ou des copies supplémentaires des chromosomes normaux tels qu'ils se produisent dans les trisomies.

## Origine
L'origine évolutive des chromosomes surnuméraires est obscure, mais vraisemblablement ils doivent avoir été dérivés de segments hétérochromatiques de chromosomes normaux dans un passé lointain. En général, "nous pouvons considérer les surnuméraires comme une catégorie très spéciale de polymorphisme génétique qui, en raison de multiples types de mécanismes d'accumulation, n'obéit pas aux lois mendéliennes ordinaires de l'héritage". (White 1973 p173)
Le séquençage de nouvelle génération a montré que les chromosomes B du seigle sont des amalgames des chromosomes A du seigle. De même, les chromosomes B du poisson cichlidé Haplochromis latifasciatus se sont également avérés provenir de réarrangements des chromosomes A normaux.

## Fonction
La plupart des chromosomes B sont principalement ou entièrement hétérochromatiques (c'est-à-dire largement non codants), mais certains contiennent des segments euchromatiques importants  (par exemple, les chromosomes B du maïs). Dans certains cas, les chromosomes B agissent comme des éléments génétiques égoïstes. Dans d'autres cas, les chromosomes B offrent un certain avantage adaptatif positif. Par exemple, la sauterelle britannique Myrmeleotettix maculatus possède deux types structuraux de chromosomes B : les métacentriques et les sous-métacentriques. Les surnuméraires, qui ont un ADN satellite, se produisent dans des environnements chauds et secs, et sont rares ou absents dans les localités humides et plus fraîches.
Il existe des preuves d'effets délétères des surnuméraires sur la fertilité du pollen, et des effets favorables ou des associations avec des habitats particuliers sont également connus dans un certain nombre d'espèces.
Les chromosomes B peuvent jouer un rôle positif sur les chromosomes A normaux dans certaines circonstances. Dans le blé, un allopolyploïde, les chromosomes B suppriment l'appariement homologue qui réduit l'appariement multiple entre chromosomes homologues. L'appariement bivalent est assuré par un gène sur le chromosome 5 du locus Ph du génome B. Les chromosomes B ont également les effets suivants sur les chromosomes A :
- augmente la distribution asymétrique du chiasma
- augmente les fréquences de croisement et de recombinaison: augmente la variation
- provoquer une augmentation des chromosomes non appariés: infertilité

Les chromosomes B ont tendance à s'accumuler dans les produits cellulaires méiotiques, ce qui entraîne une augmentation du nombre B au fil des générations, agissant ainsi comme des éléments génétiques égoïstes. Cependant, cet effet est contrebalancé pour la sélection contre l'infertilité.

## Dans les champignons
Les polymorphismes chromosomiques sont très courants parmi les champignons. Différents isolats de la même espèce ont souvent un nombre de chromosomes différent, certains de ces chromosomes supplémentaires étant inutiles pour une croissance normale en culture. Les chromosomes supplémentaires sont connus comme étant dispensables sous condition, ou surnuméraires, car ils sont dispensables dans certaines situations, mais peuvent conférer un avantage sélectif dans différents environnements.
Les chromosomes surnuméraires ne portent pas de gènes nécessaires à la croissance fongique de base, mais peuvent avoir une certaine signification fonctionnelle. Par exemple, il a été découvert que le chromosome surnuméraire du pathogène du pois Haematonectria haematococca porte des gènes qui sont importants pour la capacité pathogène du champignon. On a découvert que cet ADN surnuméraire codait pour un groupe d'enzymes qui métabolisent les toxines, appelées phytoalexines, qui sont sécrétées par le système immunitaire de la plante. Il est possible que ces éléments surnuméraires aient pour origine des événements de transfert de gène horizontal car l'analyse de séquence indique souvent qu'ils ont une histoire évolutive différente de l'ADN chromosomique essentiel.
Le pathogène fongique infectant le blé Zymoseptoria tritici contient 8 chromosomes B dispensables - le plus grand nombre de chromosomes dispensables observé chez les champignons.